# 高岩神社 (能代市)
高岩神社（たかいわじんじゃ）は、秋田県能代市二ツ井町にある神社である。高岩山山頂付近や参道には多くの奇岩や巨石、巨木があり古くからの霊山として周辺から信仰の対象となっていた。ここでは、その周辺にあった宗教施設についても解説する。

## 概要
高岩神社は、高岩山(333.7m)の山中にある。現在の高岩神社は、清水寺に似た「懸造」または「舞台造」と呼ばれている造りになっている。神社の中には、久保田藩主の佐竹義和の筆による「高岩山」と書かれた額が納められており、この額は1794年に高岩神社に納められたとされる。
高岩山は、天安年間(857-859年)に円仁によって開山したとされている。享保年間(1716年-1735年)に鈴木定行と加藤政貞の2名が古跡を訪ねて巡礼した、秋田六郡三十三観音霊場の29番目に定められている。1815年に久保田藩士の淀川盛品は『秋田風土記』に高岩神社を詳細に記録し、高岩神社の木像である、阿弥陀如来像、薬師如来像、観音菩薩像は円仁の作だと記している。
現在主に、能代市二ツ井町荷上場地区の人によりこの神社は信仰されていて、地域の行事では、小正月に男若水裸参りが行われている。
『荷上場郷土史』(明治45年、石井修太郎)では、高岩山は大昔の噴火によってできた山だとしている。高岩山に隣接している国有林内の藤里町字滝の沢に、深名岱の穴というところがあって、寒冷のころには白煙が立ち積雪しないのが、噴火の証拠であるとしている。確かに、高岩山の三角点がある近辺はカルデラのような地形になっている。高岩山は修行の山であったが、明治の修験道禁止のために、男御殿女御殿近辺を唯一の祈祷所としたとある。

## 高岩山の遺物など

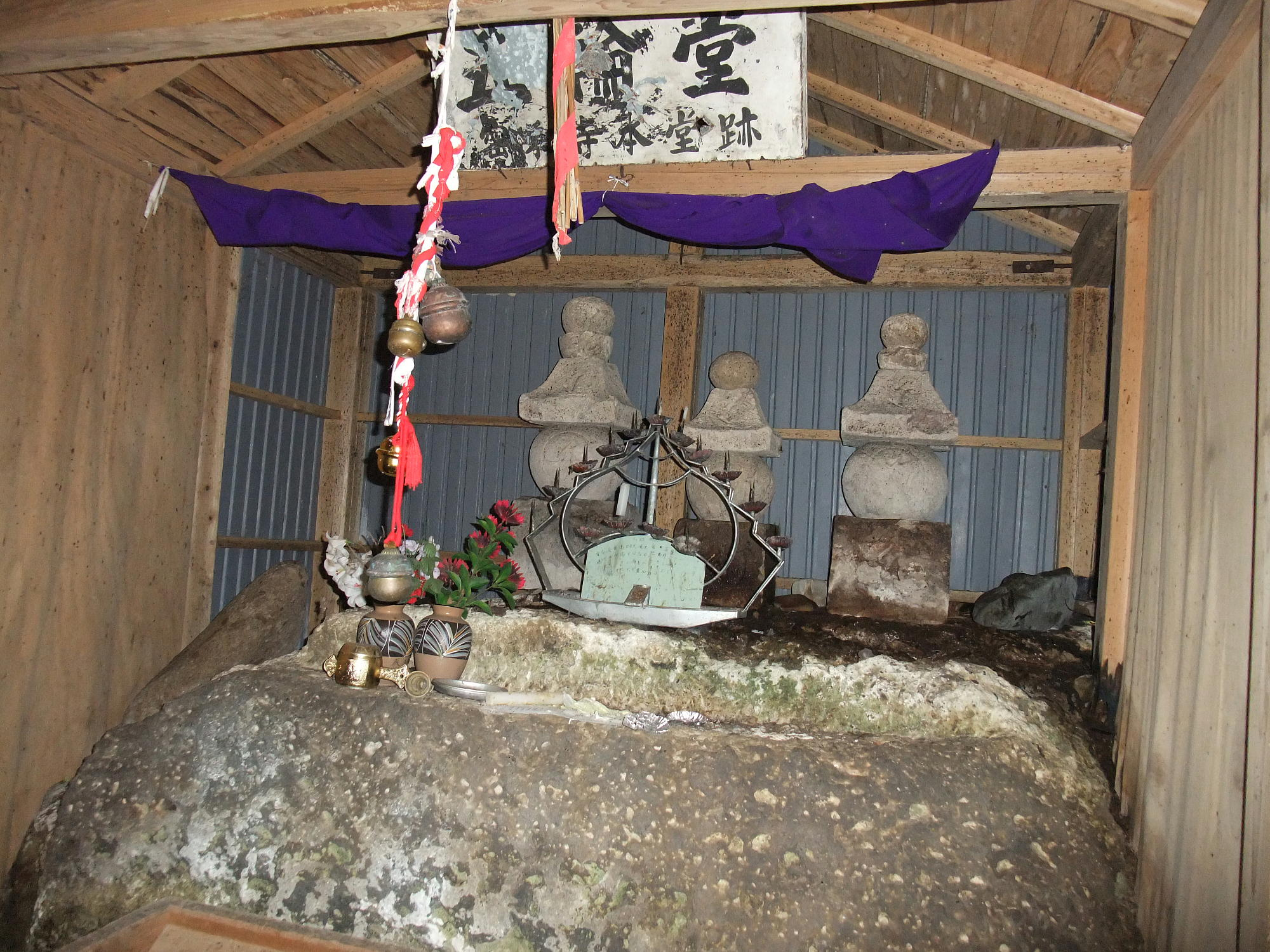
五輪堂

- 五輪塔 - 鎌倉時代末期から室町時代初期に作られたと推定されている石塔。材質は男鹿半島西海岸の加茂の流紋岩である。
- 大銀杏 - 五輪塔から少し沢を下りた場所にある樹齢800年以上と推定される銀杏の木。胸高周囲12m程度で、地上2mの所から5本に分岐している。近くには修行者の袈裟を乾かしたとされる袈裟掛石(四天岩)がある。この銀杏と石は、この地にあった蜜乗寺の庭木と庭石であったと伝えられている。
- 七廻杉 - 樹齢550年と推定される大きな杉。この周囲を息を止めて7周できると、願い事が叶うとされている。
- 径甕(けいきょう) - 昭和9年に御座堂より発掘された須恵器。須恵器と土師器の土器7個と径甕2個、四耳壺、片口鉢4個が荷揚場消防組によって発掘された。そのうち、須恵器の径甕1個が県指定の有形文化財となっている。これは茂谷山の近くにあったエヒバチ長根窯から造られた物と考えられている。また、この径甕は平賀郡の昼川邑「観音寺由来」で記述された久安5年(1150年)の年号がある須恵器や、湯沢市山田坊中の甕の森の丘の寿永3年(1184年)の銘がある経壷との類似が指摘されている[1]。この径甕は新築された道の駅ふたついに展示されている。
- 古毛里岩(こもりいわ) - 高岩神社本堂の裏側にあり、参拝の人々がたき火をして暖を取ったとされる所。篭岩ともいう。
- 権現岩(ごんげんいわ) - 古毛里岩の上にあり、四岩からできている。権現様の頭を納めているのでこの名前がついている。
- 男御殿岩 - 金剛界大日如来を祀る。高岩山では最も巨大な高さ20丈と言われる岩である。昭和初期、北海道の漁場で大成した人がこの岩に鉄の鎖をつけ、この岩の山頂まで登ることができるようになった。
- 女御殿岩 - 胎蔵界大日如来を祀る。歩いて山頂まで行ける。
- 四廊岩 - 七廻杉の少し上にある。4つの巨石が傾いて岩屋のようになっている。中に炉も作られている。慈覚大師が異人が出会った場所とされ、37日供養して護摩を奉じる岩屋とされている。
- 弁天岩 - 参拝路の途中にある甘池の中にある岩で、弁天を祀っている。黒雲を吐き慈覚大師の目を眩ませた大蛇が住んでいたという。甘池は末無しの水とも言われている。
- 亀ノ子岩 - 四廊岩の少し上にある。大きな岩の表面が亀が抜け出たように穴が開いている。
- 目洗水 - 慈覚大師が水を飲んで目を洗った清霊の泉とされる。干ばつ時にも涸れずに湧出する。
- 来迎岩(らいげいいわ) - 目洗水の近くにある岩。慈覚大師を迎えた三尊が来た所とされる。要人が参拝する時に、里人が迎えに出る場所ともされている。
- 籠目岩 - 男御殿、女御殿岩のふもとにある。籠目に似ている穴があり、参拝の人が銭を放って入るときは祈願成就の証とされていた。左右に胎内潜岩があり子宝を祈ったが今は墜落して無くなっている。穴は昔は猿が住んでいたとも言う。
- 不動岩 - 不動岩の所在は現在分かっていない。一説にはこの岩は高岩山の要岩で、慈覚大師修行の後、埋封秘匿したとも言われている。

## 菅江真澄の記録
菅江真澄は1802年この地を訪れ、詳細に記録を残している。「鳥居をくぐると、ひしひしと立つ大岩の姿は、中国の大河を描いた有名な絵画を見るのと等しかった」とか「仰ぎ見ると、吉野の金の御岳をわけのぼるのとおなじようであった」、「五輪台という麓のあたりには、密乗寺、如来寺、薬師寺、観音寺、法性寺という。五の寺のおさえる密乗寺は最も大なりしかど…」などと『しげき山本』に記している。
菅江真澄は高岩山の絵図を2枚残している。『二ツ井町史』によると、菅江真澄が描いた当時の樹木の樹齢はおよそ40～50年程度だとしている。また高岩神社周辺の樹木は、1960年代前半に伐採されたともしている。また、菅江真澄は高岩山にまつわる物語も記録している。権現岩(権現の窟)の中に納められている、斧作りの獅子頭の言われも記録していて、次の通りである。
仲昔の頃、陀比良(太良・たひら)という所の山奥に、春木を伐採する若者が沢山出かけ山泊まりして暮らしていた。夜になると、仕事が無いので大木の切り株を斧で獅子の頭に造った。それに、布きんや自分の着物で工夫して獅子舞の獅子頭にこしらえ、それをかぶって舞い始めた。側の者が竹を切って笛を造って吹き始め、飯筒を叩いて鼓として、歌を知っている者は歌って、皆それぞれに遊んでいるのが毎夜続いた。仕事が終わり、大急ぎで下山すると獅子頭はそのままうち捨てられたままだった。家に帰った男達はその夜から大熱を出し、物に憑かれたように早口で皆同じ事を言う。「どうして自分ばかりを山に捨てて行ったのか。雨にも濡れ、露にも濡れて大変な目にあっているぞよ」家の人々は皆驚き、いたこ女に弓を引かせて伺うと、いたこも同じ事を恐ろしげに言う。大勢で太良の山に行き、獅子頭を持ってきてこの窟におさめ修験様に祈ってもらうと、若者達の熱は直ったということである。

## 高岩山の物語
高岩山は鎌倉時代末期から行場としての働きをしていた。この地区の中心となる霊場として、多くの修行僧がこの山で修行を行っていたとされる。
高岩山の西南にあった館平城(二ツ井町館ノ下西方の山城 標高87m)は、比内浅利氏が支配していた。浅利氏直系の浅利則祐の子浅利則治はこの館平城で8歳まで過ごしたが、比内の長岡城は叔父の浅利勝頼によって支配されており、則治は館平城に戻り1581年に館平城で死亡したとされる。(藤琴村に逃れ藤琴浅利氏の祖となったとも言われる)その後、館平城は浅利氏重臣の額田甲斐守が支配し、檜山安東氏から浅利氏を守る最前線となっていた。
1582年当時、高岩山の密乗寺は御坊十指に余ることから四八寺と呼ばれていた。密乗寺の密教信徒は陰険で、雇われた僧兵は横暴を極めたとされる。
僧兵は村人にも乱暴な振るまいをしたり、無法な行動は村人からも嫌われていた。僧兵は長髪を隠す為に、頭に裏頭をかぶり長髪を隠して村人に接し、寺領の田畑からの年貢の取り立てや雑務に従事していた。僧兵はほとんどが税金逃れの無頼の徒で宗教から離れており、それに対して学生や学侶と呼ばれていた人はほとんどが良家の出身で学業を目指して修行をしていた。
舘平城の額田甲斐守は僧兵の動きを探ろうと、僧兵を館平城に招いた。額田甲斐守は僧兵に飲食戒である生臭いタニシを振る舞った。侮辱されて帰った僧兵は、まもなく額田甲斐守を寺院に招待した。額田甲斐守は懐忍をしのばせ高岩山に登った。宴は予想に反してねんごろに行われた。しかし、額田甲斐守は寺院の一つである薬師寺で入浴を進められ、汗を流しているところを窓越しに槍で突き殺された。異変の報を聞いた城兵は寺院に決死の殴り込みを行い、僧兵は逃走した。
しかし、城主のいない館平城は安東実季に攻められ、1582年に落城し、戦国の世から消えていった。また、1582年高岩山も安東実季によって危険視され焼き払われた。残された寺は密乗寺と如来寺であったが廃寺となっていた。

## 額田氏に関する民話
現在の藤里町矢坂地区には次のような民話が残されている。(『藤里の民話』からの要約)
館平城の近くの町に京都付近から若い猿回しの夫婦が来た。夫婦は額田氏の城に呼ばれ芸を披露した。殿様は妻の上品さと美しさに心ひかれ横恋慕するが、身の危険を感じた夫婦は猿と共に逃げ出した。夫婦と猿は殿様の部下に矢坂神社の場所で捕まり、夫と猿は殺され、泣き叫ぶ妻は城に連れ戻されてしまう。殿様から優しい言葉で慰められた妻は、すきを見つけて城を脱出するが、崖の途中で逃げ切れないと観念して面が渕という所で藤琴川に飛び込み死んでしまう。これ以来矢坂には疫病や洪水などの不都合ばかり起きた。このため、村人は夫婦と猿の霊を祀ることにした。八坂神社にその霊を合祀し申子神社とも称して拝んで災厄を免れたという。(申子台縁起)
その後、高岩山の風呂場で殺された殿様に、村人は悪行が多かった殿様もついに悪運が尽きたのかと噂した。

## 高岩山の民話
ある爺が高岩山に行く途中、道路に寝ている竜をマサカリで切ってしまった。切った竜をかますに詰めたら、七かますもあったという。そのとき突然風が吹き荒れて木の葉が舞い上がり、グミの木が生えている家まで飛んでいった。それからというもの、グミの木が生えている家で田植えをすると、良かった天気も急に悪くなり必ず雨になると言われている。今でも、その家で田植えをすると雨降りになるという。(秋田の昔話・民話・世話話)
高岩山の僧兵が逃走した時に、寺方の子女八人が身を投じた岩を稚児岩、その谷底を地獄谷と呼ぶ。荷上場郷土誌には、その場所は加護山銀絞方役所の北にある屏風形の巨岩で、高さ数十尋と書かれている。今もちご岩と呼んでいる(秋田の昔話・民話・世話話)。

## 高岩山のその後
秋田市山内田中の補陀寺(曹洞宗)の11世天室蒼龍和尚は密乗寺廃寺を憂い、1584年に荷上場村に梅林寺を再興した。その際、宗派を曹洞宗に改めている。1681年高岩山御堂が焼失、1683年には残された密乗寺が落ち武者の失火から焼失した。その後、高岩山はこの地区共通の霊場として修験者の修行の場となっていた。しかし、明治5年1872年に修験道も禁止されることになった。

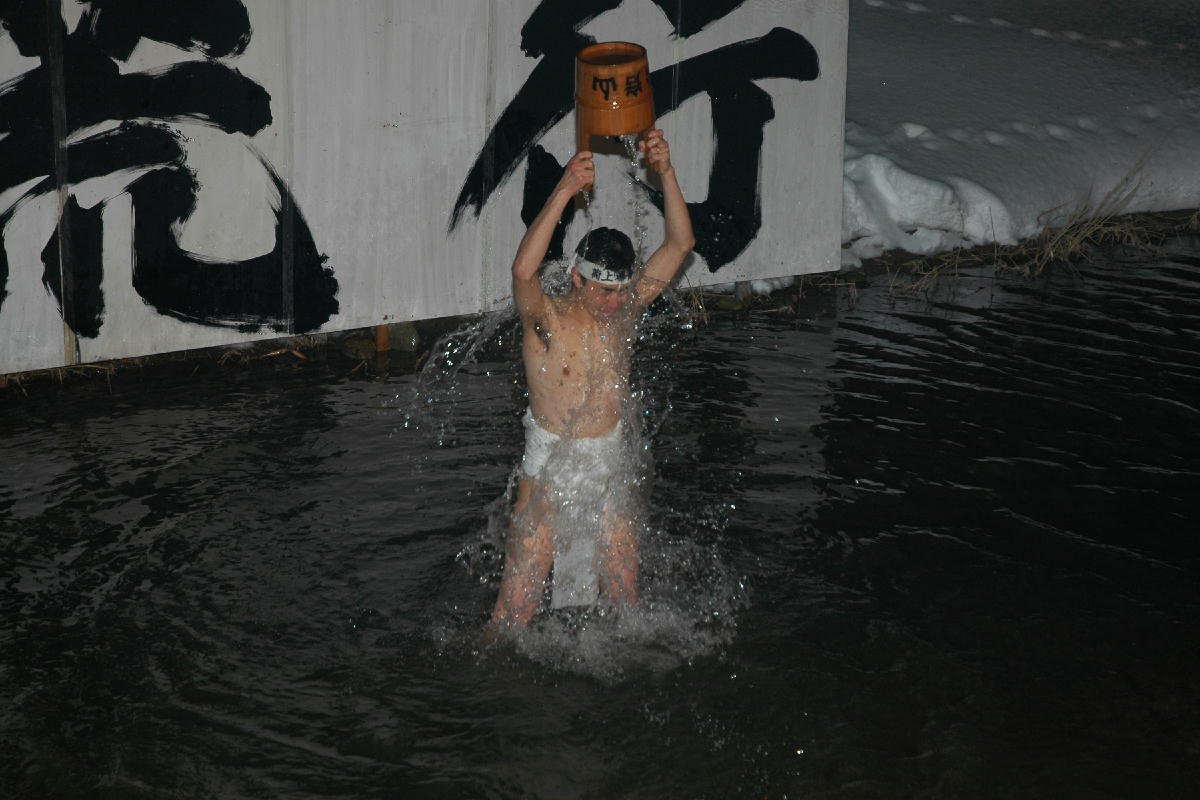
高岩神社　若水裸参り (2014年2月14日)

現在小正月には男若水裸参りが行われているが、この行事は戦時中に徴兵検査前の若者が武運や無事を祈願する為に行われていたものであった。戦後、若者の減少、流出などで1957年から途絶えていたが1990年に神社の再興を願って荷上場青年会が復活させた。さらしの下帯姿に白足袋・わらじを履き、藤琴川に入り手桶で冷水を頭からかぶり身を清めた後、賽銭を握りしめ、無言で約4km先の高岩神社まで登り、お払いを受け、無病息災・家内安全を祈願する。この行事への参加者は、地元の若者だけでなく観光客で参加する人や、遠くから参加しにくる人も多い。裸参りを3年続けて行うと願い事が叶うともされている。
また、現在この裸参りに合わせて高岩山万燈夜が行われている。これは参道からの山肌にかけて雪灯籠をともし、東日本大震災の犠牲者追悼と早期復興を祈願するものである。雪月夜にあたり一面に輝く雪灯篭の神秘的な風景が現れる。